# Myskokra
Myskokra (Abelmoschus moschatus) är en malvaväxtart. Myskokra ingår i Okrasläktet (Abelmoschus) och familjen malvaväxter.
Växtens frön innehåller en olja med en lukt som påminner om mysk. Oljan används för parfymproduktionen.

## Underarter
Arten delas in i följande underarter:
- A. m. biakensis
- A. m. moschatus
- A. m. tuberosus
- A. m. lanyunatus

## Bildgalleri

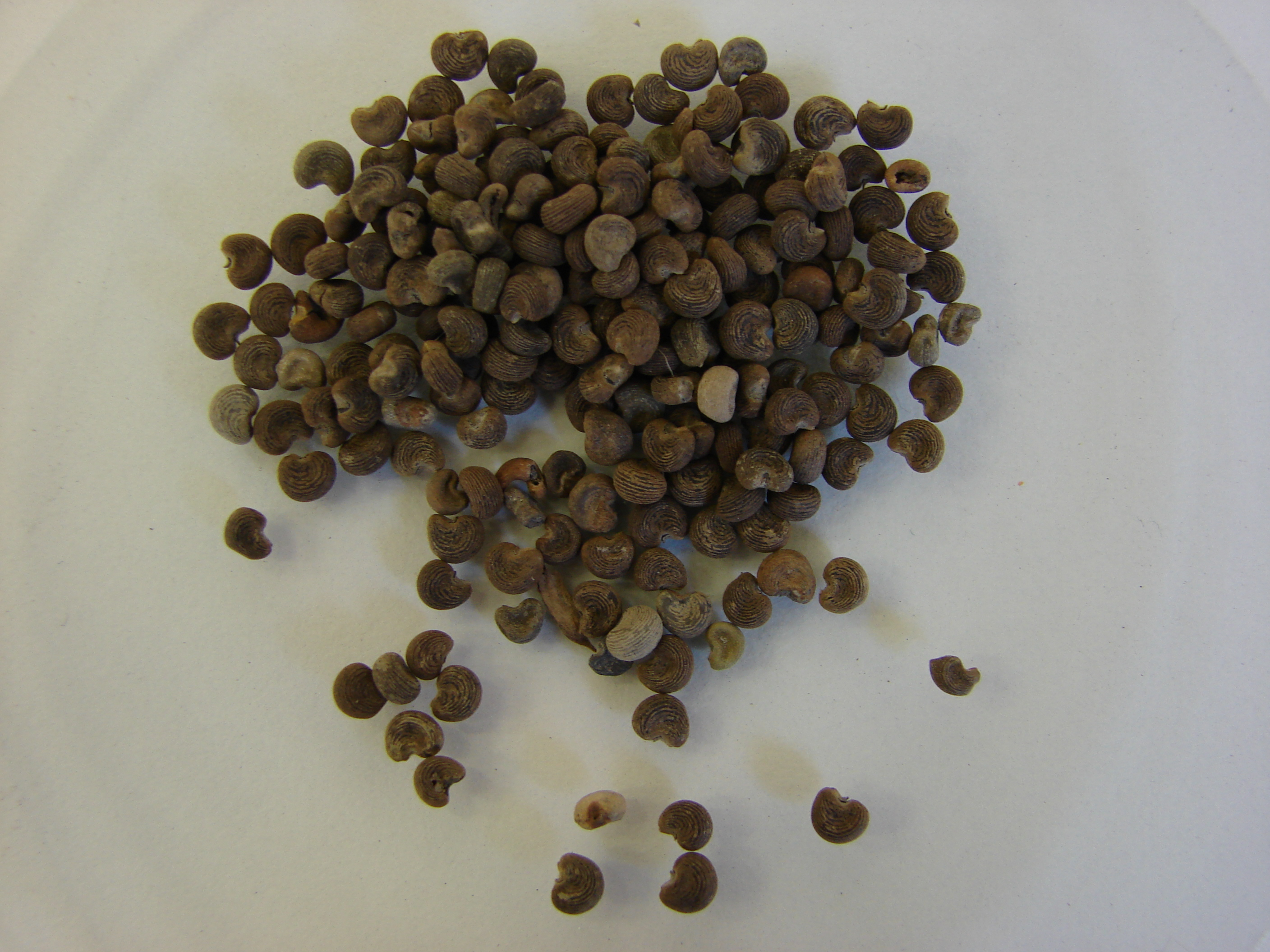